# Santuario della Madonna del Monte (Marciana)

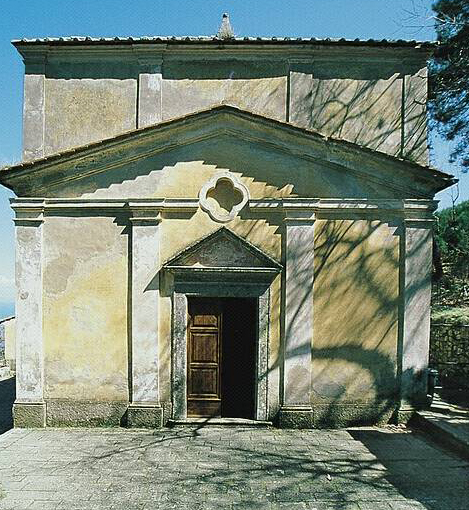
Facciata

Il santuario della Madonna del Monte è un edificio sacro che si trova alle falde del Monte Giove presso Marciana, a 627 m di altitudine, noto per aver ospitato Napoleone Bonaparte e Maria Walewska nel 1814.
(Napoleone Bonaparte, Lettera a Maria Luisa, 28 agosto 1814)
(Gabriele D'Annunzio, Il compagno dagli occhi senza cigli, 1924)

## Storia e descrizione

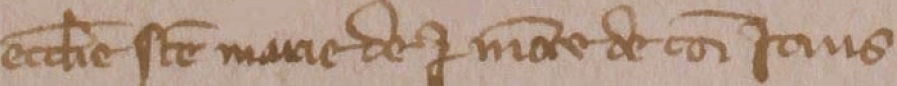
La prima attestazione del santuario (1343): «...ecclesie Sancte Marie de (...) Monte de Comuni Iovis...» (Archivio di Stato di Pisa)

È il santuario più famoso e antico dell'isola d'Elba, già attestato nel XIV secolo come Sancta Maria de Monte; nacque probabilmente come edificio di culto ubicato lungo l'antico percorso medievale (la cosiddetta Via Pomontinca) che univa il paese di Marciana con quello di Pedemonte, caratterizzato dalla presenza di altre piccole chiese, oggi ruderi, come quella intitolata a San Frediano.
Vi si venera un affresco della Madonna Assunta con angeli musicanti sul sepolcro vuoto di Maria, la cui origine si fa risalire alla seconda metà del XV secolo ed è riconducibile alla scuola garfagnina di Pietro da Talada. 

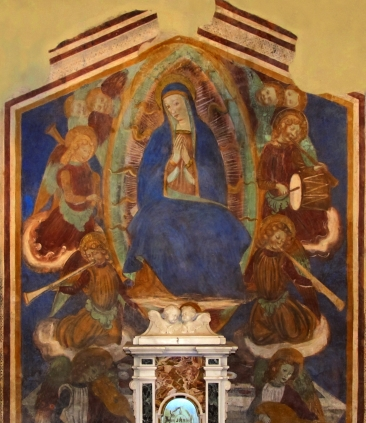
L'affresco della Madonna Assunta

L'edificio, a tre campate, venne eretto in più riprese. Le maggiori modifiche sono datate alla prima metà del Cinquecento, per volere degli Appiano-Aragona; in tale occasione fu realizzata una serie di affreschi (Esaltazione della Croce) attribuiti al Sodoma e datati intorno al 1537. L'altare maggiore in marmo, d'ordine composito, fu eretto nel 1661 da Ascanio Paolini e Domenico Murzi, appartenenti all'Opera del Monte. Al XVIII secolo risalgono le pregevoli decorazioni pittoriche a trompe-l'œil nella campata d'ingresso, insieme al piccolo portico interno sorretto da quattro colonne in muratura che fu adibito a cantoria nel 1824. Nel 1875, ad opera del veronese Carlo Toffaloni, fu decorata la cupola con quattro medaglioni di soggetto mariano, insieme alle volte interne, alla facciata e alle fiancate del santuario. Il 14 agosto 1963 fu collocata la balaustra presbiteriale in marmo grigio. Nel 1919, su progetto dell'ingegnere Giovanni Taddei Castelli, fu realizzato il campanile in stile neogotico e vennero lastricati gli spazi antistanti insieme alla costruzione del terrapieno all'ingresso dell'area dove si trovano quattro colossali castagni.
Nel 2010 il santuario è stato inserito tra i Luoghi del Cuore del FAI e nel 2012 è stato completamente restaurato.

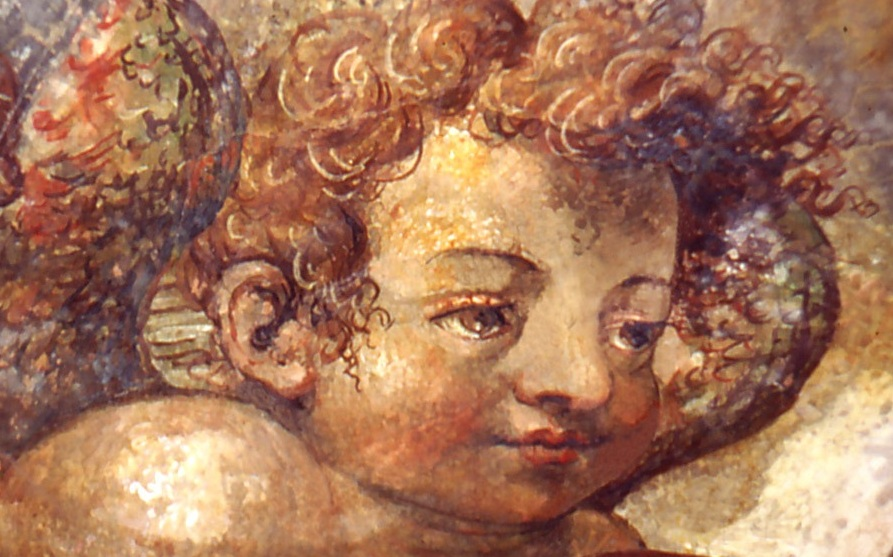
Dettaglio dellEsaltazione della Croce attribuita al Sodoma

### Leggende
La leggenda popolare narra che alcuni marcianesi trovarono un masso di monzogranito spalmato di calce sul quale era dipinta l'immagine della Vergine. Lo portarono quindi più a valle, in località Campo al Castagno presso il paese di Marciana, ma l'indomani fu nuovamente ritrovato nello stesso luogo e dove in seguito venne eretta la chiesa. Un'altra versione, meno conosciuta e documentata nel XVIII secolo da Giovanni Vincenzo Coresi Del Bruno, racconta invece che la sacra immagine «vi sia venuta miracolosamente e dalla parte di detta chiesa, cioè verso l'occidente nella quale vedesi una porticciola murata, dove affermano que' popoli entrasse suddetta santissima immagine».
«Le mura di detta Chiesa odorano di viole, ove fregati i fazzoletti, e particolarmente dalla parte della campagna, acquistano il colore giallo e conservano per molto tempo il suddetto colore.» (Giovanni Vincenzo Coresi Del Bruno, Zibaldone di memorie, Biblioteca Marucelliana di Firenze, C, 29, 1729).

## Teatro della Fonte
All'esterno si apre un'esedra in monzogranito del 1698 opera di Pellegrino Calani da Filetto in Lunigiana, detta Teatro della Fonte. Voluta da Lorenzo Pieruzzini, camarlingo dell'Opera del Monte, presenta una trabeazione di ordine ionico e tre mascheroni in marmo bianco. 

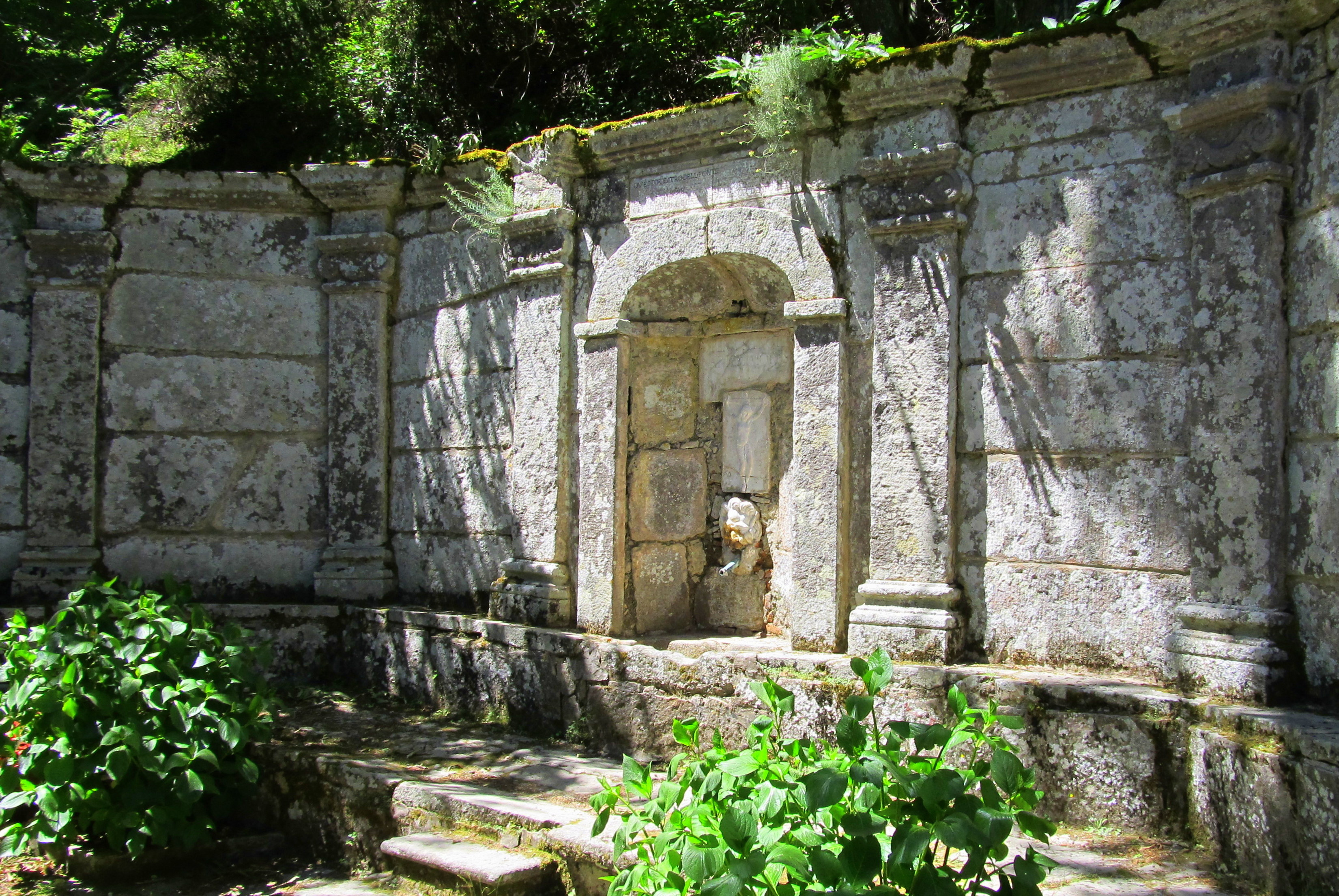
Il Teatro della Fonte

## Romitorio
Documentato dal XVI secolo è il romitorio, un lungo e basso caseggiato che fiancheggia il santuario; al suo interno abitavano eremiti che vivevano delle elargizioni fatte al santuario.

### Il soggiorno di Napoleone Bonaparte
Napoleone Bonaparte soggiornò presso il santuario dal 23 agosto al 5 settembre 1814, incontrando la contessa polacca Maria Walewska con il figlioletto Alexandre dal 1 al 3 settembre. L'imperatore fece allestire la propria tenda militare nel bosco di castagni sottostante il romitorio, mentre all'interno dello stesso si era riservato due stanze per studiolo e camera da letto. Quest'ultima era contigua alla piccola camera usata dal grand-maréchal Henri Gatien Bertrand. L'ufficiale d'ordinanza, il marcianese Bernotto Bernotti (1786-1863), seguì anch'egli l'imperatore al santuario. Per comunicare dalla sua postazione, Bonaparte si servì di un telegrafo ottico sul cosiddetto Masso dell'Aquila, esistente già dal 1805.

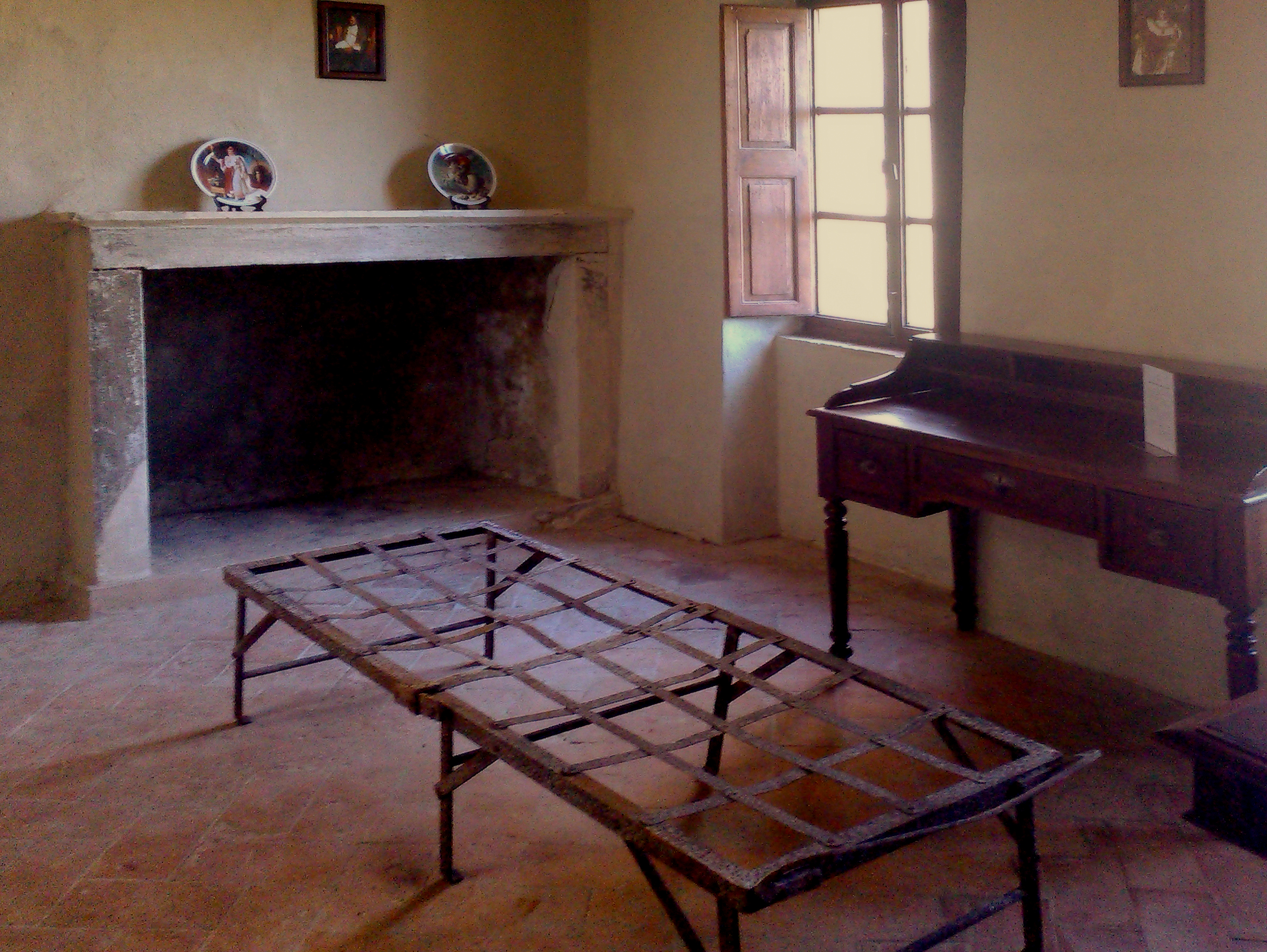
La camera di Napoleone Bonaparte

## La Grotta della Madonnina e la Seduta della Madonna
A breve distanza dal santuario si trova la Grotta della Madonnina, dove si venera una statua della Vergine collocata in un riparo sottoroccia durante i primi anni Sessanta.
Lungo la via lastricata che conduce al santuario si trova un particolare masso di monzogranito che, per un avvallamento circolare dovuto secondo la leggenda al sedersi della Vergine stanca, è popolarmente chiamato Culata della Madonna.
All'inizio della Via della Madonna, in località Serra, si trova l'Angelo, una scultura in bronzo realizzata nel 1978 da Bildhauer Pavel Krbalek. Essa sostituì una croce posta l'8 giugno 1901 da una missione dei Passionisti.

## Il sentiero dellaVia Crucise dei Mostri di Pietra
Il sentiero che porta al santuario è costeggiato da 14 tabernacoli risalenti alla prima metà del XIX secolo e decorati con scene moderne riprese dalla Via Crucis.
Il 21 aprile 2013 è stato inaugurato un percorso escursionistico che si snoda tra caratteristiche formazioni rocciose (monzogranito) modellate dall'erosione idroeolica; tra queste l'Aquila, già conosciuta dalle popolazioni locali e il Condor, il Coccodrillo, il Cavallo di Napoleone e il Gigante. Una realizzazione che è stata possibile grazie a contributi del Parco Nazionale Arcipelago Toscano e del Comune di Marciana, con impegnati i volontari del Circolo Pertini dell'Elba (http://circolopertinielba.org/), del Corpo Forestale dello Stato e della scuola elementare locale, che gestiscono il Progetto ambientale di Marciana.